# 中根駅
中根駅（なかねえき）は、茨城県ひたちなか市三反田にあるひたちなか海浜鉄道湊線の駅である。
当駅は虎塚古墳・十五郎穴の最寄り駅である。

## 歴史
- 1931年（昭和6年）7月16日：湊鉄道の駅として開業。
- 1944年（昭和19年）8月1日：交通統合により、茨城交通の駅となる。
- 1960年（昭和35年）9月：副本線新設し列車交換可能とする[2]
- 1971年（昭和46年）：側線撤去、駅舎解体[3]
- 2008年（平成20年）4月1日：茨城交通が湊線をひたちなか海浜鉄道に移管。ひたちなか海浜鉄道の駅となる。

## 駅構造
単式ホーム1面1線の無人駅である。1960年代までは委託駅として乗車券の発売があり、出改札口を備えた駅舎も存在した。かつては夏季の海水浴輸送時にのみ運転要員が派遣されて列車交換が実施され、このために常時は信号機の柱のみを設けておき、信号機の腕木を着脱していたと言われる。当時のホーム配置は相対式で、現在線の山側にホームが設けられていた。

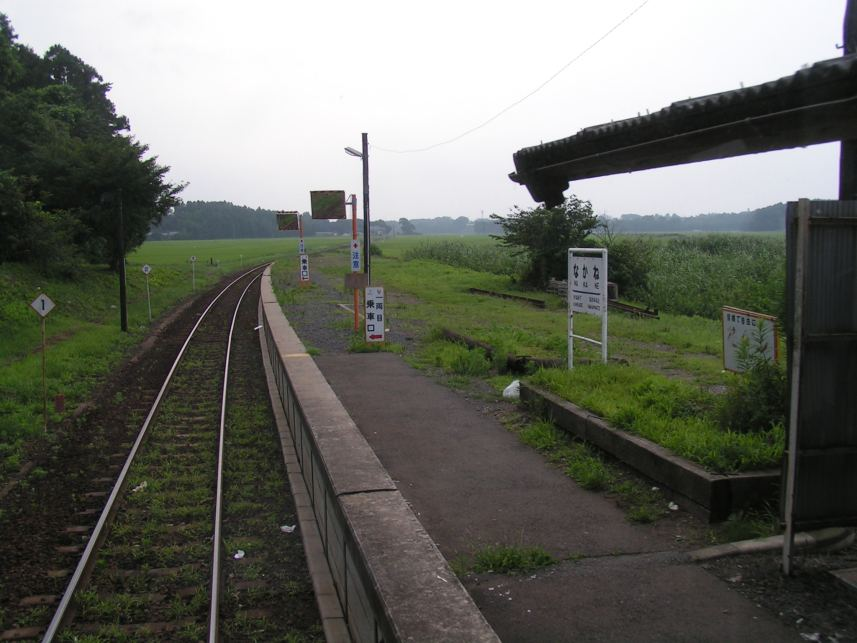
ホーム（2005年8月）
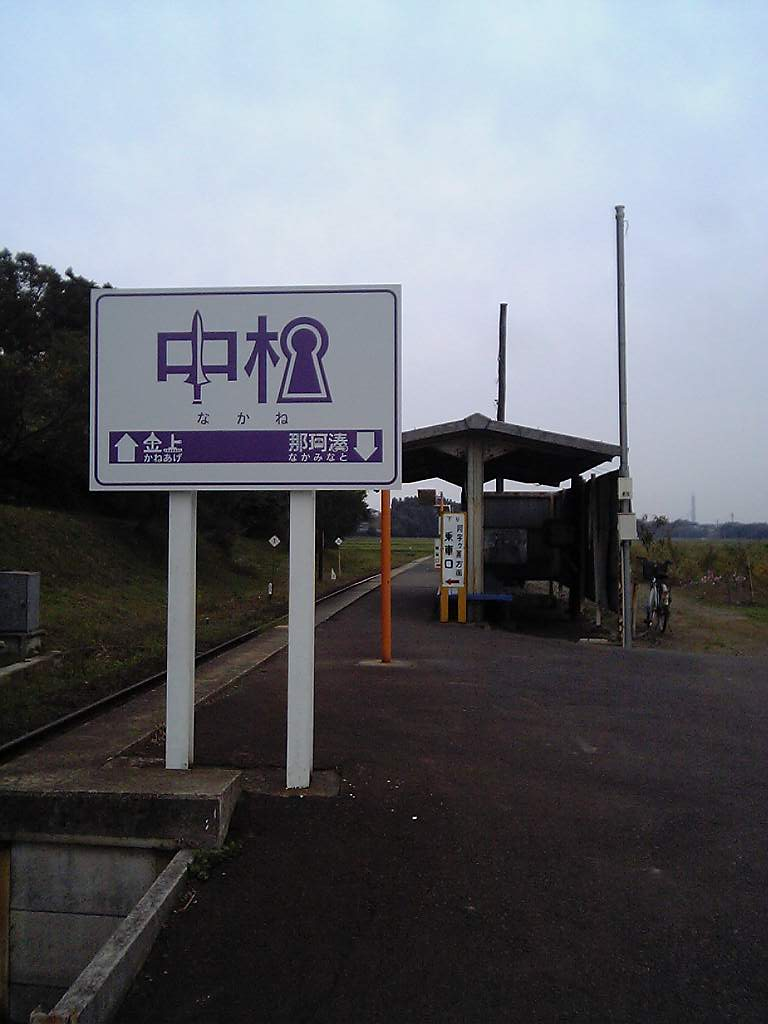
旧駅名標（2009年10月）
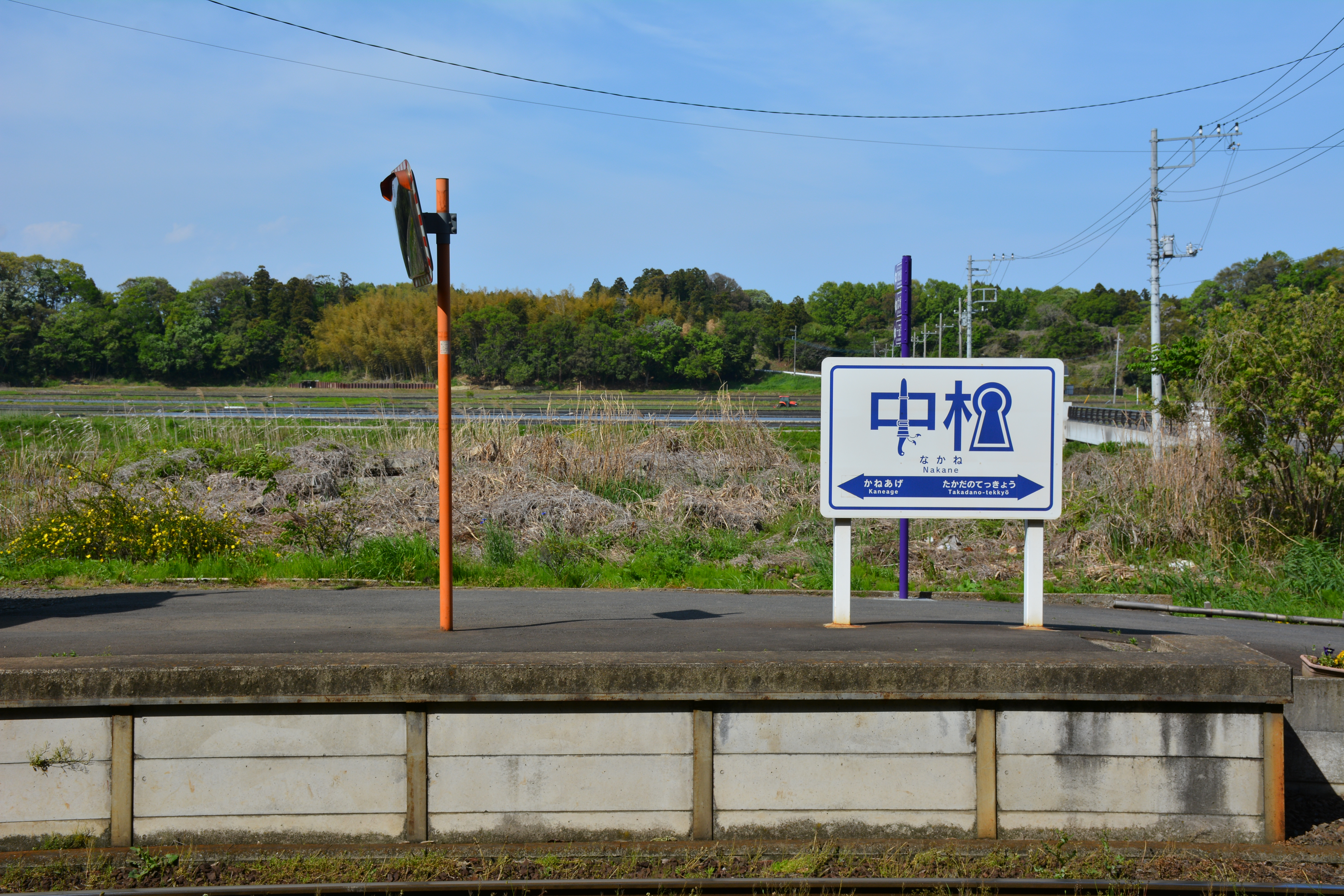
現在の駅名標（2019年5月）
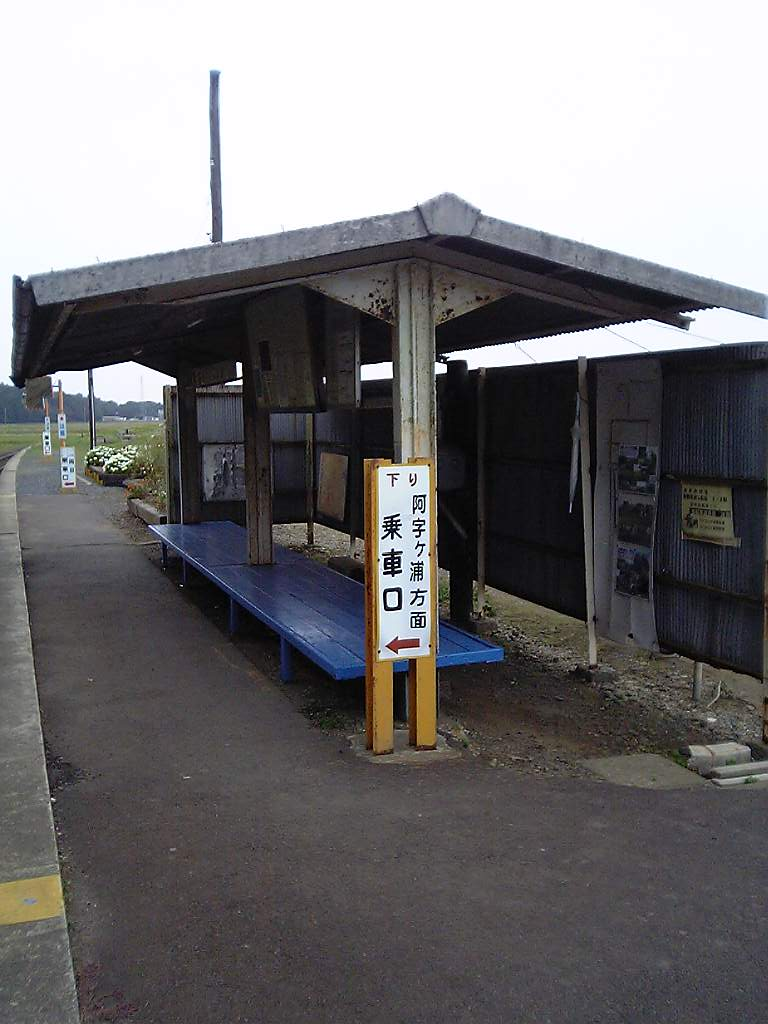
ホームベンチ（2009年10月）

## 当駅における運行形態
- 上り（勝田方面）
  - 日中は概ね1時間に1 - 2本の列車が停車する[5]。
- 下り（那珂湊・阿字ヶ浦方面）
  - 日中は上り同様、概ね1時間に1 - 2本の列車（阿字ヶ浦行）が停車する。朝と夕方の一部列車には那珂湊行の区間列車も設定されている[5]。

## 利用状況
- 中根駅の利用状況の変遷を下表[6]に示す。
  - 輸送実績（乗車人員）の単位は人であり、年度での総計値を示す。年度間の比較に適したデータである。
  - 表中、最高値を赤色で、最高値を記録した年度以降の最低値を青色で、最高値を記録した年度以前の最低値を緑色で表記している。

| 年 度              | 当駅分輸送実績（乗車人員）：人／年度 | 当駅分輸送実績（乗車人員）：人／年度 | 当駅分輸送実績（乗車人員）：人／年度 | 当駅分輸送実績（乗車人員）：人／年度 | 特 記 事 項 |
| ------------------ | ------------------------------------ | ------------------------------------ | ------------------------------------ | ------------------------------------ | ----------- |
| 年 度              | 通勤定期                             | 通学定期                             | 定期外                               | 合 計                                | 特 記 事 項 |
| 2000年（平成12年） |                                      |                                      |                                      | 4,154                                |             |
| 2001年（平成13年） |                                      |                                      |                                      | 4,119                                |             |
| 2002年（平成14年） |                                      |                                      |                                      | 4,814                                |             |
| 2003年（平成15年） |                                      |                                      |                                      | 6,266                                |             |
| 2004年（平成16年） |                                      |                                      |                                      | 6,650                                |             |
| 2005年（平成17年） |                                      |                                      |                                      | 2,956                                |             |
| 2006年（平成18年） |                                      |                                      |                                      | 2,515                                |             |
| 2007年（平成19年） |                                      |                                      |                                      | 2,993                                |             |
| 2008年（平成20年） |                                      |                                      |                                      | 6,179                                |             |
| 2009年（平成21年） |                                      |                                      |                                      | 9,125                                |             |
| 2010年（平成22年） |                                      |                                      |                                      | 9,490                                |             |
| 2011年（平成23年） |                                      |                                      |                                      | 8,052                                |             |
| 2012年（平成24年） |                                      |                                      |                                      | 4,015                                |             |
| 2013年（平成25年） |                                      |                                      |                                      | 4,380                                |             |
| 2014年（平成26年） |                                      |                                      |                                      | 4,745                                |             |
| 2015年（平成27年） |                                      |                                      |                                      | 5,110                                |             |
| 2016年（平成28年） |                                      |                                      |                                      | 5,110                                |             |
| 2017年（平成29年） |                                      |                                      |                                      | 5,328                                |             |
| 2018年（平成30年） |                                      |                                      |                                      | 5,475                                |             |
| 2019年（令和元年） |                                      |                                      |                                      | 6,675                                |             |

## 駅周辺

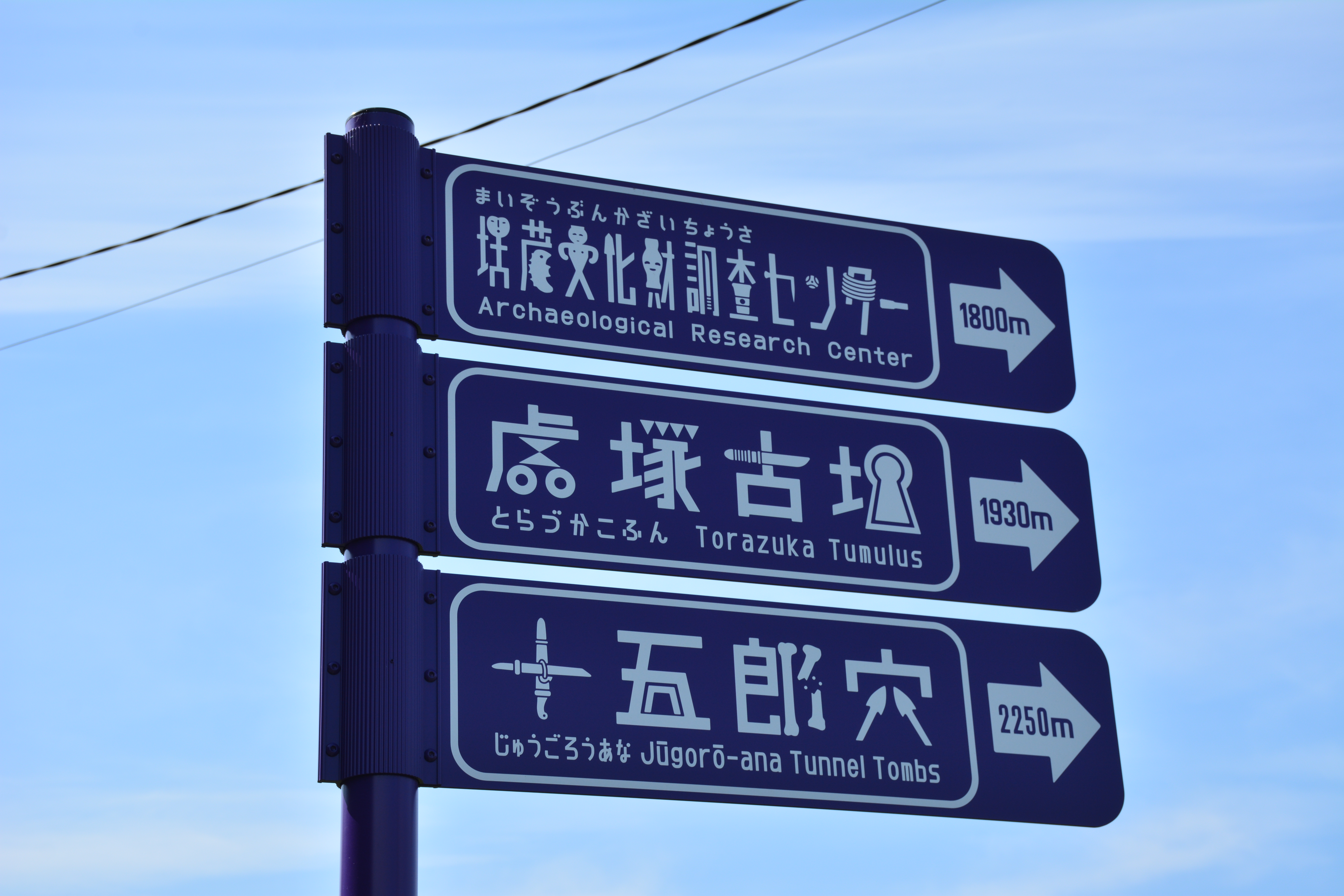
周辺施設の案内（2019年5月）

田んぼの中に位置しており、周囲に目だった構造物はなく、いわゆる秘境駅の一つに挙げられているが、山側の坂道を登るとすぐに普通の住宅地がある上、かなりの交通量のある国道245号線から至近で見通せ車で容易に行くことができ、那珂湊市街からも近い等、秘境駅とは言えないロケーションである。
- 虎塚古墳史跡公園（北東、一般公開日は限定されている）
- 中根温泉（徒歩15分、ラジウム）
- 東水戸道路・常陸那珂有料道路ひたちなかIC

## 作品における描写
- 『サザエさん』（フジテレビ系放送テレビアニメ）- 2010年2月にオープニング映像で登場している[7]。

## 隣の駅
ひたちなか海浜鉄道
■湊線
金上駅 - 中根駅 - 高田の鉄橋駅